# Вавжинець Ґуцевич
Вавжинець Ґуцевич (лит. Laurynas Gucevičius, лит. Laurynas Stuoka-Gucevičius, пол. Wawrzyniec Gucewicz; *1753, с. Мігоніс, нині Купішкський район, Литва — †29 листопада 1798, Вільно) — литовський архітектор, представник класицизму. Автор проєкту Кафедрального собор Св. Станіслава у Вільнюсі. 
Також активний учасник  Повстання Тадеуша Костюшка, керівник Громадянської гвардії Вільнюса.

## Біографія
Селянського походження. Народився в сім'ї Сімонаса Масюліса, як про це свідчить запис при хрещенні babtisavi infantem n (omi) ne Laurentium patris Symoni Masulis et Matris Catharinae Masulowa de villa Migance, при цьому сусіди для того, щоб відрізняти його батька від тезок, називали його Ґуцевичем. Це підтверджується записом про хрещення його дочки, в якій він названий Сімоном Ґуцевичем (лит. Simonis Gucewiczas).
Навчався в школах в Купішках, Полавене (Palėvenė), в піарській школі в Поневеже. У 1773 у Вільні вступив в місіонерський монастир. У 1773-1775 у Віленському університеті (в той час Головна школа Великого князівства Литовського (Schola Princips Magni Ducatus Lithuaniae) вивчав математику у Францішека Норвайша й архітектуру у Мартіна Кнакфуса. Потім в 1776-1777 удосконалювався в Римі.

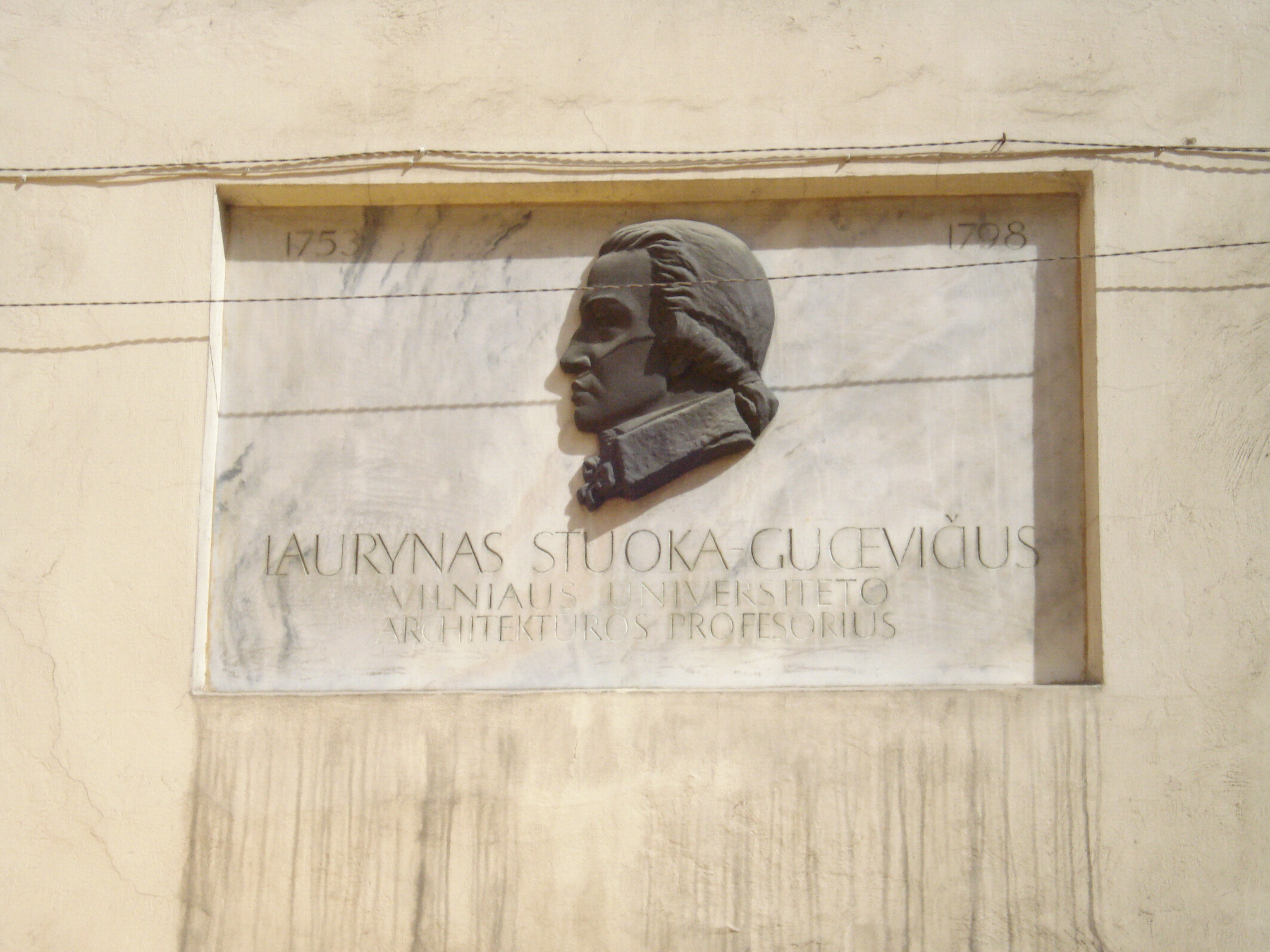
Меморіальна дошка в Ансамблі Вільнюського університету

Після повернення викладав математику в Віленській семінарії. У 1778 вступив в Масонську Ложу. Разом з єпископом Ігнацієм Массальським (лит. Ignacy Jakub Massalski, Ignotas Jokūbas Masalskis) мандрував містами Європи. Півтора року в Парижі слухав лекції з архітектури Жак-Жермена Суффло і Клода Леду (1778-1780).
Після повернення в 1781 займався проєктуванням і перебудовою палацу єпископа Масальського в Вєрках (Verkiai) під Вільною.
У 1789 Сейм присвоїв йому дворянський титул.
У 1789-1794 викладав військову інженерію і картографію в Литовській школі інженерного корпусу при Головній школі.
У 1793-1794 і 1797-1798 викладав в Головній школі; з 1793 професор. Брав участь у повстанні 1794 під керівництвом Тадеуша Костюшко. Командував організованою ним же громадянською гвардією у Вільні.
Похований на цвинтарі при костелі Святого Штефана на вулиці Гяляжінкяле (лит. Geležinkelio g. 39) біля південної стіни костелу; з 1865 цвинтар закритий). Місце поховання відзначено убогим дерев'яним хрестом з ледь помітним текстом. На стіні костелу в 1998 встановлена меморіальна плита з портретним барельєфом (скульптор Йонас Норас Нарушявічюс, архітектор Вітаутас Заранка).
За іншими відомостями, похований був на цвинтарі Расу, проте відомості про місцезнаходження могили втрачені.
Ім'я архітектора носить вулиця у Вільнюсі і площа в Купишкісі, де встановлено пам'ятник скульптору, а також один з дворів ансамблю Вільнюського університету.

## Творчість
Архітектор творив в стилі класицизму. Для нього характерні строгість композиційних рішень і монументальних форм:
- Кафедральний собор Св. Станіслава у Вільні (1777-1801)

За проєктом зберігалися цінні елементи архітектури собору, будівля набула форми класицизму. Для симетрії з капелою Святого Казимира в північно-східному кутку прибудована нова різниця з куполом. Радикально змінений головний західний фасад: зведені по кутах дві нові капели і портик з шістьма колонами доричного ордера. Старі і нові капели об'єднані новими зовнішніми стінами і загальною покрівлею. Колони уздовж бічних фасадів з'єднують будівлю в ціле.
- Ратуша у Вільні (1786-1799)

За проєктом в новій будівлі використовувалися частина міцних стін і підвали старої будівлі. Порівняно не високий квадратний в плані будинок зі строгими пропорціями і симетрією класичних форм.
- Проєкт палацового ансамблю в Вєрках (Веркяй) під Вільною (після 1780; здійснено частково)

- Проєкти перебудов палаців вельмож у Вільні і околицях; зокрема, реконструкція в стилі пізнього класицизму палацу Тишкевичів в 1783.

## Галерея

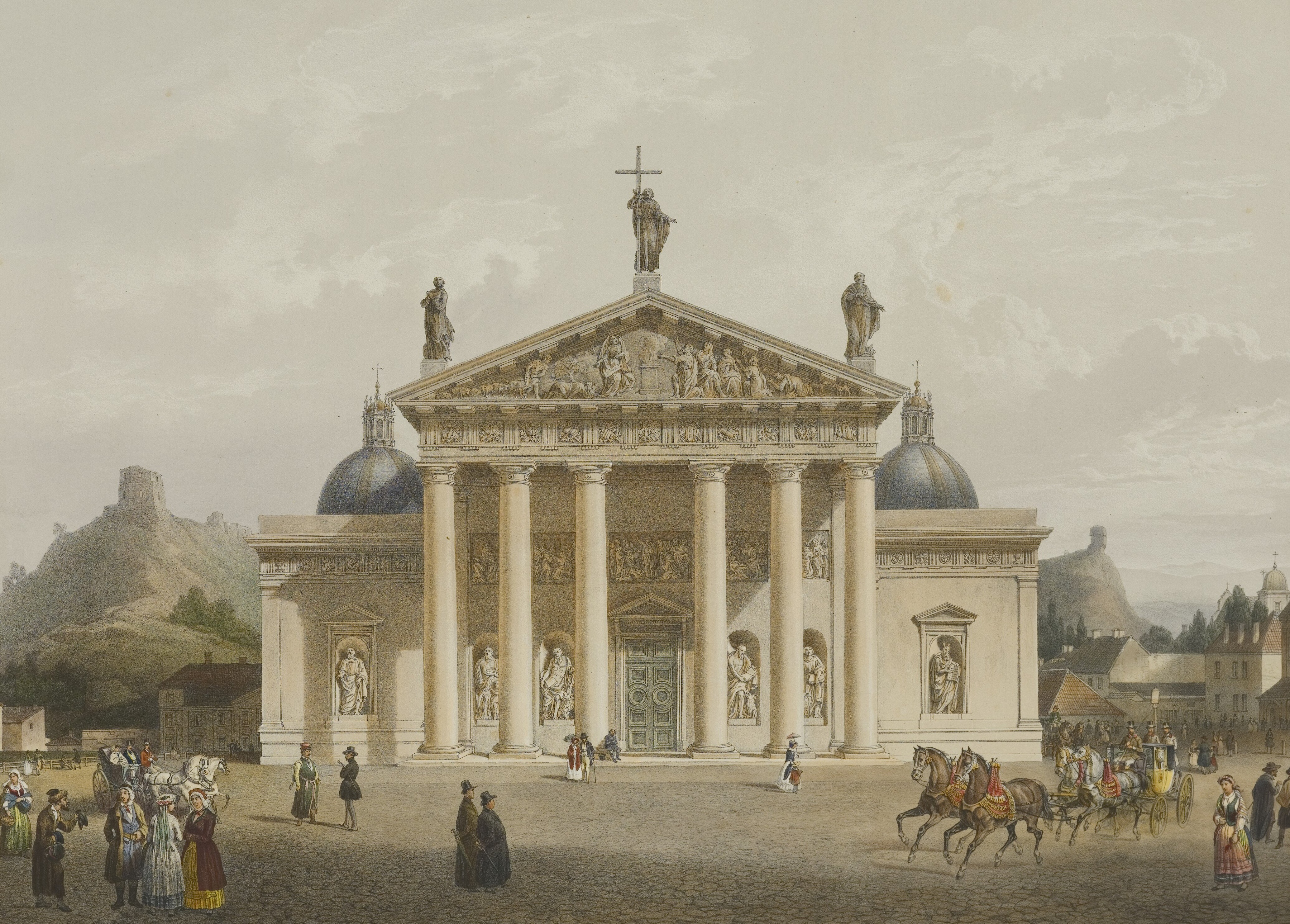
В. С. Садовников. Кафедральний собор Св. Станіслава. 1847
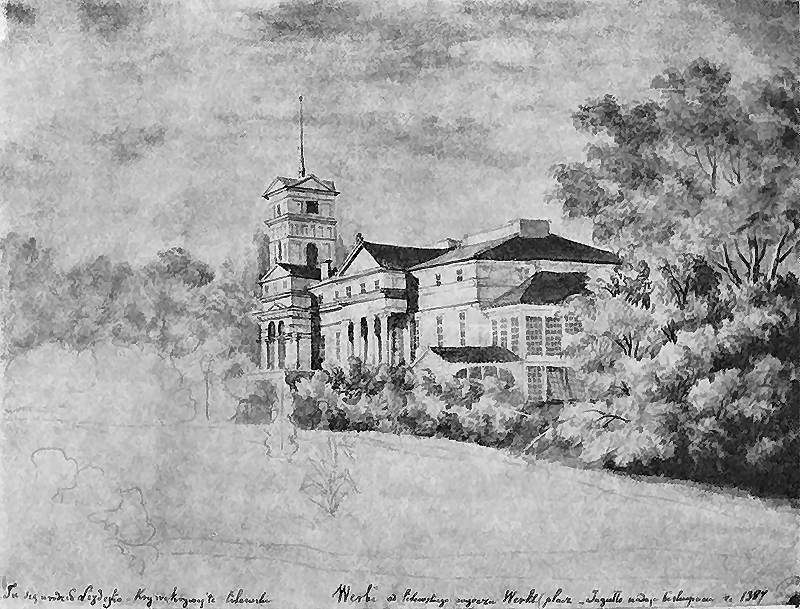
Палац у Вєрках. 1877
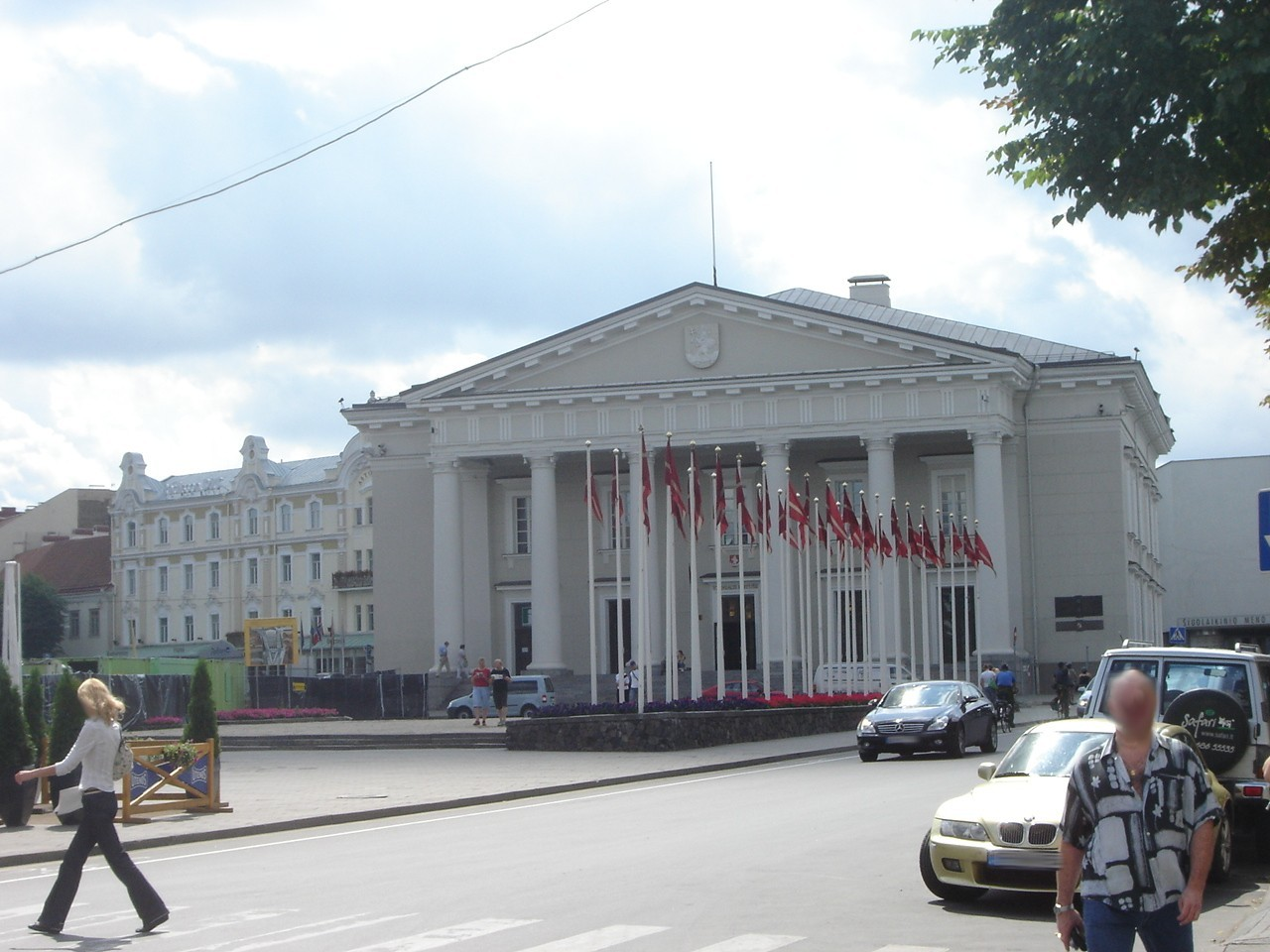
Ратуша у Вільнюсі (сучасний вид)
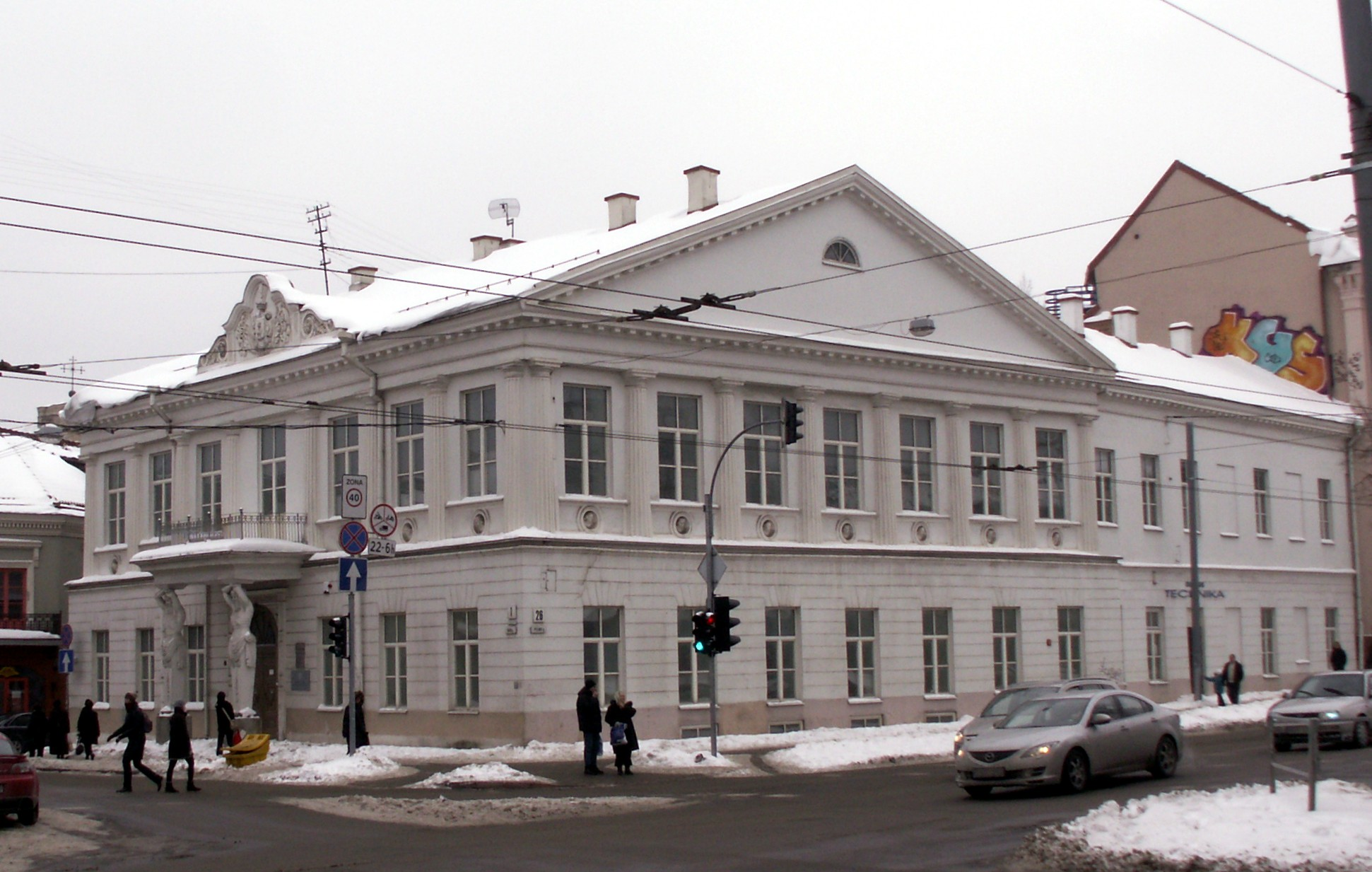
Палац Тишкевичів (сучасний вид)
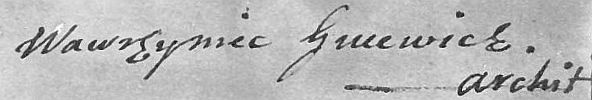
підпис